# Sabra Dipping Company

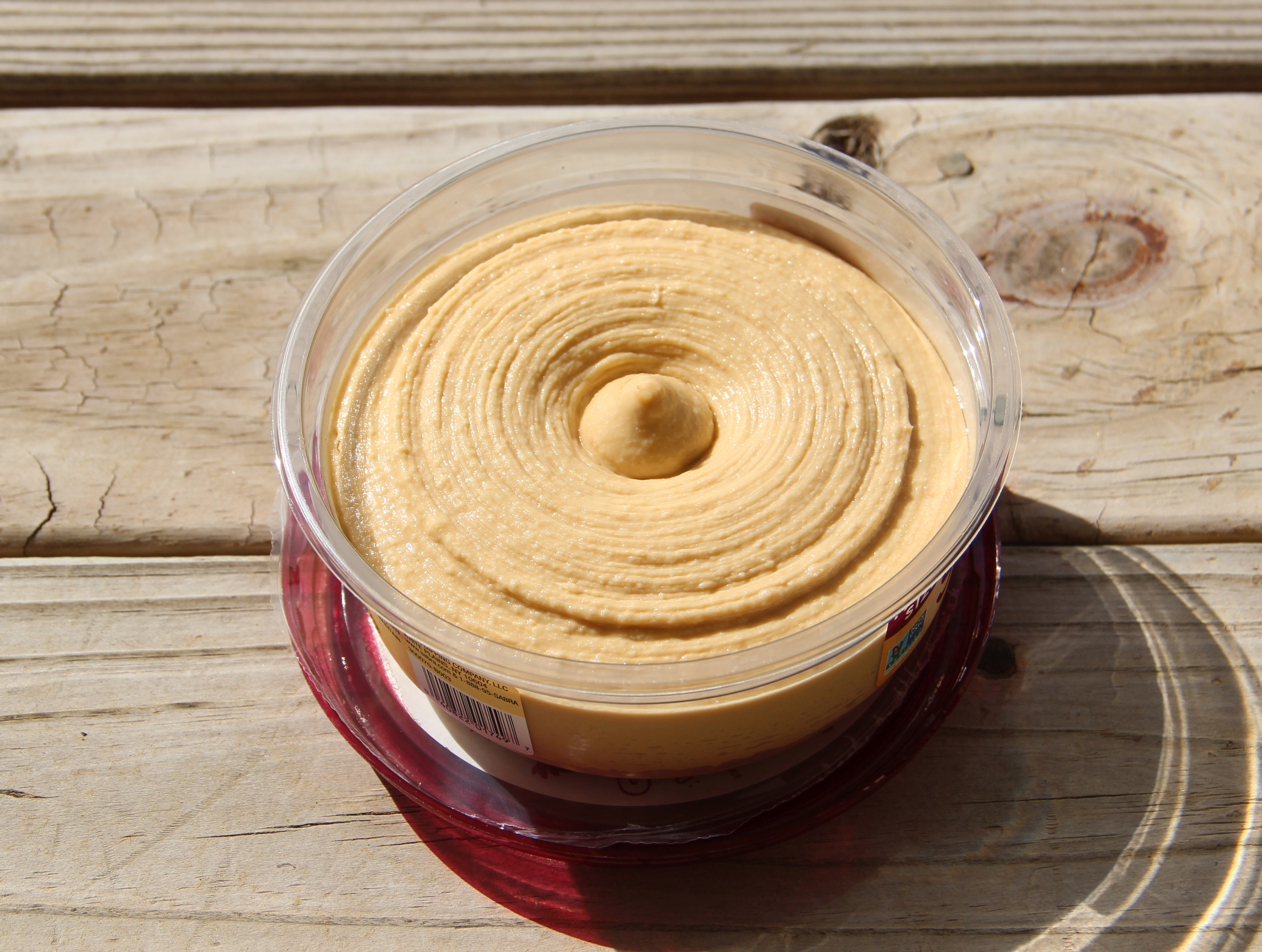
Hummus von Sabra

Sabra Dipping Company, LLC ist ein US-amerikanisches Unternehmen, das vor allem vegetarische und vegane Produkte aus dem Nahen Osten und anderen Bereichen, darunter Hummus und Guacamole, herstellt. Die Firma befindet sich im Besitz von PepsiCo und der Strauss Group. Alle Sabra-Produkte sind als koscher und vegetarisch zertifiziert. Im Jahr 2016 hatte das Unternehmen einen Marktanteil von 60 % bei den Hummus-Verkäufen in den USA.

## Geschichte
Das Unternehmen wurde 1986 von Zohar Norman und Yehuda Pearl als Sabra-Blue & White Foods gegründet. 2005 wurde das Unternehmen vom israelischen Lebensmittelhersteller Strauss aufgekauft. Im März 2008 ging Strauss eine Joint-Venture-Partnerschaft mit Frito-Lay ein, einer Abteilung des multinationalen Unternehmens PepsiCo. Strauss und PepsiCo besitzen jeweils 50 % des Unternehmens. Im November 2008 kündigte das Unternehmen den Bau eines neuen 61 Millionen Dollar teuren Werks in Chesterfield County, Virginia, an, das Mitte 2010 in Betrieb ging und 260 Mitarbeiter beschäftigte. 2016 hatte das Unternehmen ca. 600 Millionen $ Umsatz und über 500 Beschäftigte.